# دايسوكي موري
دايسوكي موري (باليابانية: 森大輔) (و. 1982 – م) هو لاعب كرة قاعدة، من اليابان، ولد في ناناو، إيشيكاوا.